# Leatherface
Leatherface é um personagem fictício da série de filmes slasher The Texas Chain Saw Massacre. Foi criado pelos cineastas Tobe Hooper e Kim Henkel. O personagem usa máscaras feitas de pele humana (dai o seu nome, uma junção de "leather" [couro] e "face" [rosto]) e participa em assassinatos e canibalismo juntamente com a sua família incestuosa. Leatherface apareceu no primeiro filme da série em 1974 (interpretado por Gunnar Hansen) e nas subsequentes continuações e remakes. O assassino Ed Gein, que usava uma máscara feita de pele humana, teria sido a inspiração para elementos no filme original. Apesar de receber ordens dos membros mais velhos da sua família, Leatherface é considerado o principal antagonista da franquia, porque além de aparecer em todos os filmes é ele quem conduz grande parte dos enredos. Para além do cinema, o personagem já apareceu noutra media, como banda desenhada e videojogos.
Numa votação feita pelos leitores do IGN, Leatherface ficou em #5 na lista dos "25 Maiores Vilões de Sempre do Terror" e em #6 numa votação semelhante para a revista Rolling Stone. Leatherface ficou em #4 na lista dos dez melhores vilões slasher para o site Fandango, e em #63 entre "100 Maiores Vilões de Sempre do Cinema", numa contagem feita pelo site Games Radar.

## Biografia
Nascido em 3 de Agosto de 1939, é o principal vilão dos filmes. Um homem alto e robusto com cabelo preto, porém sua principal característica é a máscara que o personagem utiliza, uma máscara feita de pele humana, prática da qual originou seu nome. Usa uma motosserra como arma, ou uma marreta para assassinar suas vítimas.
Leatherface é retratado como portador de um severo retardo mental e louco, que nem sequer aprendeu a falar, apenas resmunga e grita é também praticante de canibalismo e necrofilia. É um dos primeiros e mais populares vilões de filmes de terror, ele apareceu em todos os sete filmes da série, desde o original e clássico filme de 1974. Enquanto nos outros filmes Slasher os assassinos usam máscaras para esconder sua identidade, Leatherface já a usa para ganhar uma identidade. Ao contrário de assassinos de outros filmes, Leatherface não é sádico ou de natureza maligna; por ter um retardo mental, é facilmente manipulado por seus irmãos para cometer crimes.
Seu verdadeiro nome varia entre alguns filmes, no filme Leatherface: Texas Chainsaw Massacre III, seu nome é tido como "W. E. Sawyer", no remake O Massacre da Serra Elétrica (2003), o nome do Leatherface é Thomas Brown Hewitt, no The Texas Chainsaw Massacre 3D (2013) o advogado Farnsworth cita nome completo como Jedidiah Jed Sawyer. porém no original, Jackson Sawyer. Seu irmão mais velho o chama de "Bubba".
Em O Massacre da Serra Elétrica - O Início (2006) o filme conta, com detalhes explícitos e sádicos, o seu "nascimento" com uma deformação na face em um matadouro, é mostra o começo das atividades da sua estranha família de canibais.
Ele vive com a família Hewitt, numa isolada cidade do Texas. A família de Leatherface é composta por seus irmãos Drayton Sawyer, Hitciker (Edward) e Chop-Top (William) e seus dois avós. O Xerife Hoyt também e Charles Hewitt, o tio de Leatherface.
O personagem foi inspirado no assassino em série Ed Gein, que também retirava e vestia a pele de suas vítimas, que havia aterrorizado a população com seus crimes envolvendo canibalismo. Ed Gein foi inspiração para diversos filmes, entre eles Psicose, do cineasta Alfred Hitchcock.
Nove atores já deram vida ao personagem, com Andrew Bryniarski fazendo o personagem em dois filmes e Sam Strike fazendo uma versão adolescente do personagem, contando sua origem.
Em Massacre no Texas, de 2017, Boris Kabakchiev interpreta Jackson ainda criança sendo ensinado no que seria o seu legado, porém larga a serra após ser forçado e se afasta inicialmente.

## Filmografia
- The Texas Chain Saw Massacre - 1974

- The Texas Chainsaw Massacre 2 - 1986

- Leatherface: Texas Chainsaw Massacre III - 1990

- The Return of the Texas Chainsaw Massacre - 1994

- The Texas Chainsaw Massacre - 2003

- The Texas Chainsaw Massacre: The Beginning - 2006

- The Texas Chainsaw Massacre 3D - 2013

- Leatherface - 2017.

- Texas Chainsaw  Massacre - 2022.

## Impacto cultural
Leatherface ganhou a reputação de ser um personagem muito significativo dentro do gênero de terror, responsável por estabelecer o uso de ferramentas como armas de assassinato e a imagem de um grande e silencioso assassino, desprovido de qualquer personalidade. Christopher Null do Filmcritic.com refere que "Na nossa consciência colectiva, Leatherface e a sua motosserra tornaram-se tão icônicos como Freddy e as suas lâminas ou Jason e a sua máscara de hóquei." Don Sumner chamou ao filme original de 1974 um clássico que introduziu um novo vilão no panteão do terror influenciando uma geração inteira de cineastas.

## Halloween Horror Nights
Leatherface apareceu ao lado de Freddy Krueger e Jason Voorhees ícones como menor durante Halloween Horror Nights 2007: "O Carnival of Carnage" no Universal Orlando Resort.

## Em outras mídias
Leatherface é caracterizado como um personagem convidado em 2015 jogo de luta Mortal Kombat X. Leatherface está disponível em três variações diferentes; uma roupa 'Killer' baseado pela sua aparência padrão no filme original 1974, o equipamento de um 'Pretty Lady', com base de sua aparição no final do filme original e uma roupa 'Butcher', que é semelhante à sua aparência no remake de 2003. Cada variação vem com diferentes habilidades e estilos de luta. Ele é capaz de usar tanto a sua motosserra e seu martelo como armas. A história de Leatherface envolve ele matando vários combatentes em uma busca para impressionar Cassie Cage. Depois de Leatherface mata Shinnok, ele corta o rosto e apresenta-a gaiola depois de matar vários de seus amigos para chegar até ela. Ela reage com a condenação, de modo Leatherface mata-la bem e corta-a em "pequenos pedaços" para uso em pimentão de seu irmão. A história termina com Leatherface removendo o rosto de Cage e definindo a trabalhar nele para uma nova máscara, decidindo que "se ela não ser sua namorada, ela ainda poderia ser sua ... de outras maneiras".
Leatherface também aparece no jogo eletrônico Dead by Daylight com o título "O Canibal" e com o nome Bubba Junior Sawyer, nome dado por seu irmão mais velho em um dos filmes. Leatherface é um personagem licenciado em Dead by Daylight, ou seja, só pode ser adquirido com dinheiro real. Leatherface aparece com seu visual padrão, do filme original de 1974 e carrega uma Motosserra, sendo este seu poder especial. Com a chamada "Motosserra do Bubba", Leatherface pode derrubar os Sobreviventes do jogo instantaneamente.